# 1207
Високе Середньовіччя •  Золота доба ісламу •  Реконкіста •  Хрестові походи •  Київська Русь

## Геополітична ситуація
Візантійська імперія розпалася на кілька держав. У Німеччині триває боротьба за владу між Філіпом Швабським та Оттоном IV. Філіп II Август править у Франції (до 1223).
Апеннінський півострів розділений: північ належить Священній Римській імперії, середню частину займає Папська область, більша частина півдня належить Сицилійському королівству. Деякі міста півночі: Венеція, Піза, Генуя тощо, мають статус міст-республік, частина з яких об'єднана Ломбардською лігою.
Південь Піренейського півострова в руках у маврів. Північну частину півострова займають християнські Кастилія, Леон (Астурія, Галісія), Наварра, Арагонське королівство (Арагон, Барселона) та Португалія. Іоанн Безземельний є королем Англії (до 1216), а королем Данії — Вальдемар II (до 1241).
У Києві на княжіння повернувся Рюрик Ростиславич (до 1210), у Галичі — Володимир Ігорович, Всеволод Велике Гніздо — у Володимирі-на-Клязмі (до 1212). Новгородська республіка та Володимиро-Суздальське князівство фактично відокремилися від Русі. У Польщі період роздробленості. На чолі королівства Угорщина стоїть Андраш II (до 1235).
В Єгипті, Сирії та Палестині править династія Аюбідів, невеликі території на Близькому Сході утримують хрестоносці. У Магрибі панують Альмохади. Сельджуки окупували Малу Азію. Хорезм став наймогутнішою державою Середньої Азії, а Делійський султанат — Північної Індії. Чингісхан розпочав свої завоювання. У Китаї співіснують держава ханців, де править династія Сун, держава чжурчженів, де править династія Цзінь, та держава тангутів Західна Ся. На півдні Індії домінує Чола. В Японії триває період Камакура.

## Події
- Рюрик Ростиславич ушосте повернувся на київський престол.
- Князь володимиро-суздальський Всеволод Велике Гніздо придушив повстання в Рязані.
- Папа римський Іннокентій III помирився з претендентом на титул імператора Священної Римської імперії Філіпом Швабським і відмовився від підтримки його конкурента Оттона з Брауншвейга.
- У бою з болгарами загинув король Фессалонікійського королівства Боніфацій Монферратський.
- Після того як цар Болгарії Калоян загинув від руки вбивці, новим царем став Боріл.
- На території сучасних Латвії та Естонії хрестоносці утворили державу Терра Маріана, проголосивши її васалом Священної Римської імперії.
- Старший син Чингісхана Джучі покорив лісові народи на захід від Байкалу, а сам Чингісхан почав завоювання держави тангутів Західна Ся.
- Хорезм захопив Бухару й Самарканд, що перебували під владою каракитаїв.
- У Японії проповідника амідаїзму Хонена відправили у заслання.

## Народились
- 1 жовтня — Генріх III, король Англії у 1216–1272 роках